# Callisteuma fringillata
Callisteuma fringillata är en fjärilsart som beskrevs av William Schaus 1897. Callisteuma fringillata ingår i släktet Callisteuma och familjen mätare. Inga underarter finns listade i Catalogue of Life.